# Vicq, Allier

Vicq este o comună în departamentul Allier din centrul Franței. În 1 ianuarie 2022 avea o populație de 294 de locuitori.